# Vaas met bloemen in een stenen nis
Vaas met bloemen in een stenen nis is een schilderij van de Zuid-Nederlandse schilder Roelant Savery in het Mauritshuis in Den Haag.

## Voorstelling

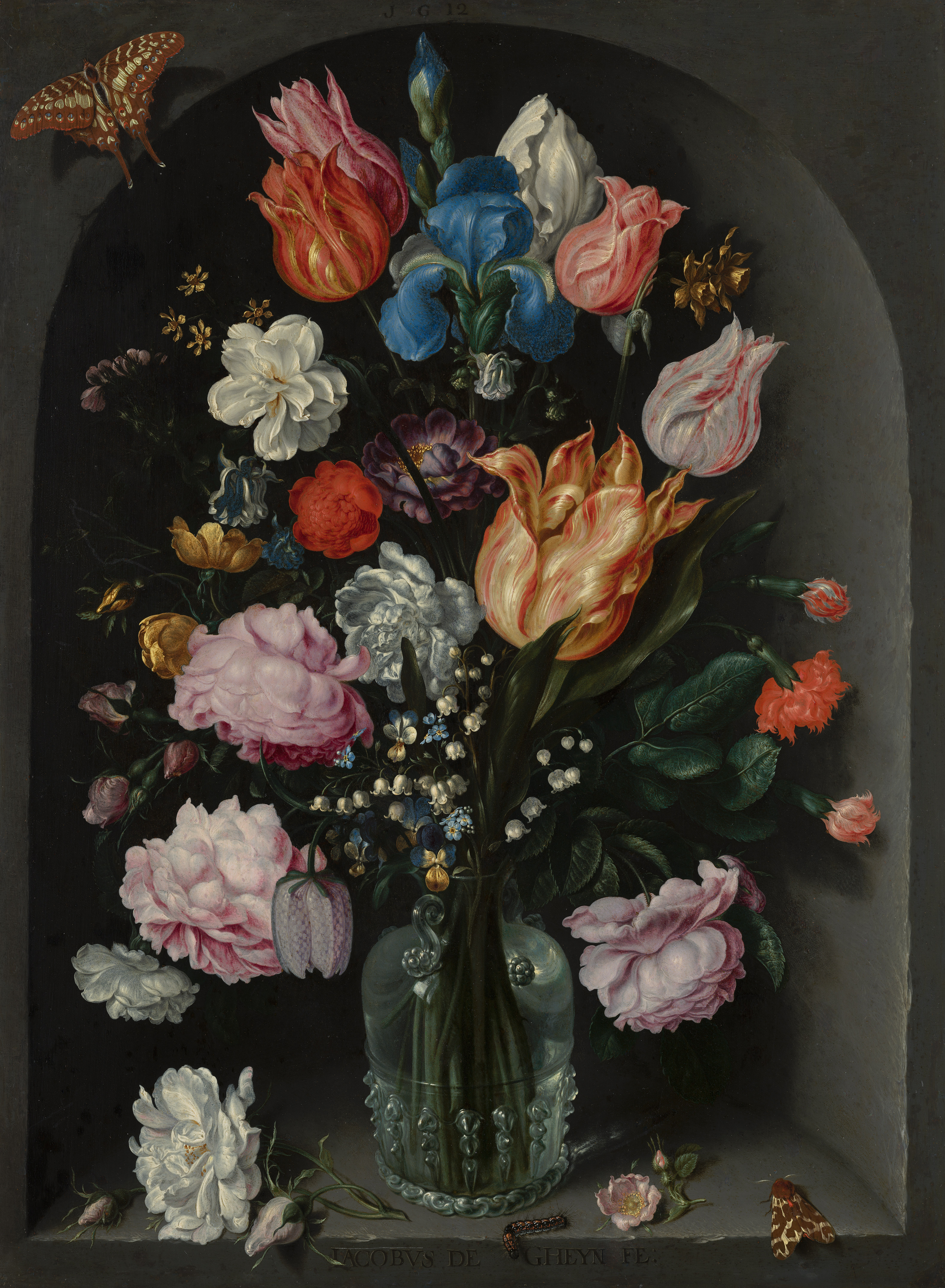
Jacob de Gheyn (II). Bloemen in een glazen fles. 1612. Den Haag, Mauritshuis.

Het stelt een boeket met bloemen voor in een groene berkemeyer, geplaatst in een boogvormige nis. Het boeket bestaat uit bloemen die in de 17e eeuw in meer of mindere mate zeldzaam waren, zoals de apothekersroos, akelei, ridderspoor, tulp, Turkse lelie, lis, egelantier, cyclaam en het driekleurig viooltje. De voorstelling moet rijkdom uitstralen. De achtergrond speelde hierbij ook een rol. Deze bestaat uit een trompe-l'oeil marmerimitatie omlijsting, compleet met koperen nagels waarmee deze zogenaamd aan de muur was opgehangen. Het trompe-l'oeil-effect wordt versterkt door enkele barsten in het marmer en twee vliegen op de omlijsting. Verder zijn er in en om het boeket een groot aantal dieren en insecten afgebeeld, waaronder een kleine vos, een oranjetip, twee hommels, een vlieg en een neushoornkever. Linksonder wordt een libelle belaagd door twee zandhagedissen. Het motief van een stilleven in een stenen nis komt ook voor in werk van andere 17e-eeuwse schilders uit de Nederlanden, onder wie Jacob de Gheyn (II) en Ambrosius Bosschaert (I).

## Toegeschrijving
De signatuur en datering ‘· R · SAVERY · FE · 1615 ·’ zijn onder links van het midden als het ware in de rand van de stenen nis gebeiteld.

## Herkomst
Het werk wordt op 9 december 1927 voor het eerst gesignaleerd tijdens de verkoping van de collecties van Capt. T.E. Sotheron-Estcourt en anderen door veilinghuis Christie's in Londen (sectie T.E. Sotheron-Estcourt). Giuseppe Bellesi Gallery in Londen kocht het voor 241 pond en 10 shillings. In of na 1927 werd het verworven door de in Florence en Venetië wonende, Duitse kunsthistoricus Detlev von Hadeln. Deze verkocht het op 27 april 1929 aan Galerie Heinemann in München. Op 2 januari 1930 werd het door Galerie Heinemann en Galerie Hansen in Luzern verkocht aan Carl Billand in Kaiserslautern. Deze liet het tussen 11 en 13 mei 1936 veilen door veilinghuis Hugo Helbing in Frankfurt am Main. Van 1936 tot 2016 bevond het zich in een verder niet met naam bekende privéverzameling. In 2016 werd bekend dat het werk op de TEFAF in Maastricht te koop zou worden aangeboden door kunsthandel Colnaghi uit Londen. Vlak voor de opening van deze kunstbeurs werd het voor 6,5 miljoen euro gekocht door het Mauritshuis met steun van de BankGiro Loterij, de Vereniging Rembrandt en Dhr. H.B. van der Ven.